# کولدن (جورجیا)
کولدن، جورجیا (به انگلیسی: Culloden, Georgia) یک شهر در ایالات متحده آمریکا با جمعیت ۲۲۳ نفر است که در جورجیا واقع شده‌است.

## موقعیت جغرافیایی
موقعیت جغرافیایی شهرها و مناطق اطراف به شرح زیر است: